# Andrzej Kowalewski
Andrzej Kowalewski z Kowalewic herbu Junosza – kasztelan sierpski w 1690 roku, podstoli płocki w 1667 roku.
Poseł na sejm 1667 roku z sejmiku zakroczymskiego. Był członkiem konfederacji generalnej zawiązanej 15 stycznia 1674 roku na sejmie konwokacyjnym.
Elektor Michała Korybuta Wiśniowieckiego i Jana III Sobieskiego. Po zerwanym sejmie konwokacyjnym 1696 roku przystąpił 28 września 1696 roku do konfederacji generalnej.